# Henry Jenner
Henry Jenner (St Columb Major, 8 agosto 1848 – Hayle, 8 maggio 1934) è stato un linguista britannico, studioso di lingue celtiche, attivista culturale cornico e il principale fautore della rinascita della lingua cornica.

## Biografia
Fu il figlio di Henry Lascelles Jenner, uno dei due curati del rettore della città. 
Lavorò per circa 40 anni presso il British Museum di Londra dove nel 1877 scoprì 42 righe di un poema medievale scritto in cornico (Charter Fragment), databile al 1340 circa, che costituisce il primo esempio di letteratura cornica pervenutoci. 
Nel 1903 diventò bardo del Gorsedd bretone e fondò la Società per la lingua cornica. L'anno successivo ottenne l'ammissione della Cornovaglia nel Congresso Celtico.
Nel 1904 pubblicò  A Handbook of the Cornish language dando così inizio alla rinascita della lingua. La sua versione fu basata sulla lingua usata nell'ovest della Cornovaglia nel XVIII secolo, anche se il suo allievo Robert Morton Nance si baserà sul cornico medioevale.

Nel 1909 lui e sua moglie Kitty si ritirarono a Hayle e nel gennaio del 1912 divenne bibliotecario della Morran Library, carica che tenne fino al 1927. Morì l'8 maggio 1934. Le sue ultime parole furono: 

## Opere
- Henry Jenner, A Handbook of the Cornish Language, David Nutt, London 1904
  - H.J., A Handbook of the Cornish Language, Cambridge Library Collection, Cambridge University Press, Cambridge 2012
    - H.J., (Revised by Michael Everson), Henry Jenner's Handbook of the Cornish Language, Evertype, Westport, Co. Mayo, Ireland, 2010, ISBN 978-1-904808-37-4